# Drymotoxeres pucherani
Drymotoxeres pucherani é uma espécie de ave da família Furnariidae, subfamília Dendrocolaptinae. Classificada tradicionalmente no gênero Campylorhamphus, foi reclassificada num gênero próprio, o Drymotoxeres devido a uma maior relação filogenética com o gênero Drymornis.
Pode ser encontrada nos seguintes países: Colômbia, Equador e Peru. Os seus habitats naturais são regiões subtropicais ou tropicais húmidas de alta altitude. Está ameaçada por perda de habitat.